# 棘皮湍蛙
棘皮湍蛙（学名：Amolops granulosus）为蛙科湍蛙属的两栖动物，是中国的特有物种。分布于湖北、四川等地。该物种的模式产地在四川。